# Gesellschaft Verein

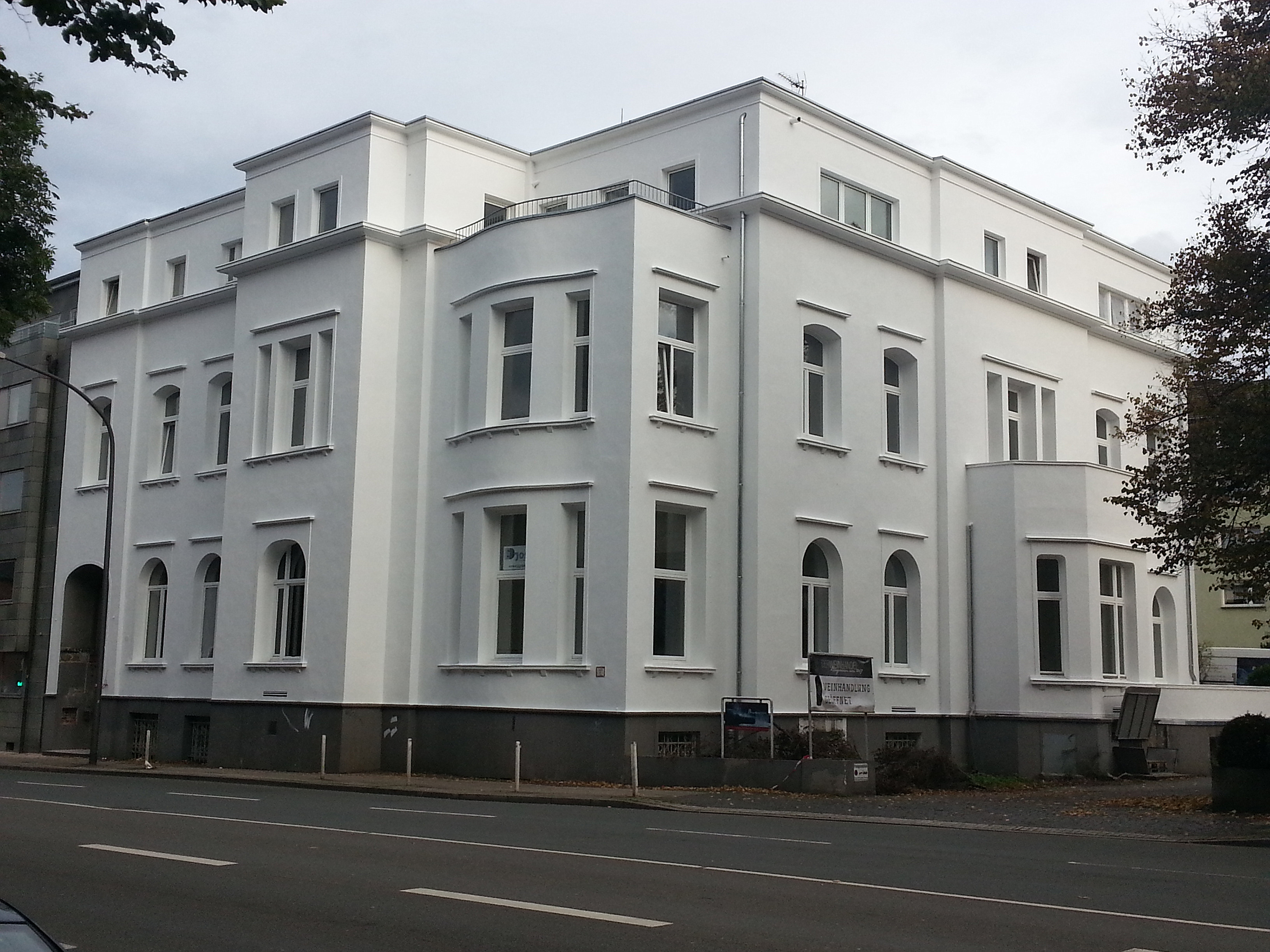
Clubhaus der Gesellschaft Verein (ehemalige Waldthausen-Villa) an der Hohenzollernstraße, heute Sitz von Creditreform Essen

Die Gesellschaft Verein ist die älteste Bürger-Vereinigung der Stadt Essen. Entstanden ist sie 1828 aus einer Fusion des Verein zum Kronprinzen (vorm. Societät) und der Gesellschaft Erholung. 1937 schloss sich mit Gesellschaft Bürgerheim eine weitere Vereinigung der Gesellschaft Verein an.
Nahezu alle wichtigen Männer der Stadt Essen zählten im Laufe des Bestehens des Vereins zu den Mitgliedern. Dazu gehören Namen wie Waldthausen, Baedeker, Grillo, Huyssen, Lührmann, Krupp, Funke, Dinnendahl, Zweigert, Wilhelmi u. v. m.

## Gründung
Die erste Generalversammlung der Vereinten Gesellschaften fand am 29. März 1828 statt. Der erste Vorstand setzte sich aus neun Mitgliedern zusammen.
- Direktor: Heinrich Heintzmann, Bergamtsdirektor
- Vizedirektor: Dr. Flashoff, Apotheker
- Schorn, Ökonomiedirektor
- Johann Gottfried Wilhelm Waldthausen, Kaufmann
- D. Sack, Wegebaumeister
- Johann Wilhelm Waldthausen, Kaufmann
- Friederich Waldthausen, Schönfärber
- F. D. W. Flashoff, Schönfärber
- Röhr, Stadtsekretär

Die vier letztgenannten kamen aus der ehemaligen Gesellschaft Erholung. Insgesamt zählte der neu gegründete Verein 104 Mitglieder. Zum Vergleich: Essen hatte um diese Zeit etwa 5.300 Einwohner. Das Ende 1823 vom Verein zum Kronprinzen genutzte Haus diente zunächst auch als Herberge für die Gesellschaft Verein. Dieses 1730 gebaute Haus stand an der Ecke II. Hagen und Vereinstraße.
Durch die Fusion vereinigten sich die leitenden Beamtenkreise mit den freien Berufen. Die Mitglieder kamen aus der Führungsschicht der Essener Bevölkerung. Neben der Pflege der Geselligkeit und des Gedankenaustausches wurden politische und geschäftliche Kontakte geknüpft. Aber auch karitative Aufgaben machte man sich zu eigen.

## 19. Jahrhundert
Schnell stellte sich heraus, dass die Räumlichkeiten im Haus an der Vereinstraße für den größeren Verein nicht ausreichten. So beschloss man 1829, einen Anbau zu errichten. Bewirtschaftet wurde das Vereinshaus von einem fest angestellten Kastellan. Neben einem Grundgehalt verdiente er am Ausschank. Bei mitgebrachten Getränken erhielt er ein Pfropfgeld.
1839 ließ der Verein eine verdeckte Kegelbahn errichten und beschloss, sich zu Gunsten von Gas vom Kerzen- und Tranlicht zu verabschieden. Da die Stadt Essen in Sachen Gas nichts unternahm, beschloss man den Bau einer eigenen kleinen Gasanstalt.
1853 feierte man das 25. Stiftungsfest. Das Jubiläum läutete ein neues Zeitalter ein. Essen wandelte sich von der Kleinstadt zu einer industriellen Großstadt. Krupp erweiterte seine Gussstahlfabrik, Kohleschiffe prägten das Bild auf Rhein und Ruhr. Die Eisenbahnlinien wurden ausgebaut und der Zechentiefbau begann.
Im Jahre 1871, nach der Gründung des Deutschen Reiches, beschloss man im Verein den Bau eines neuen Gesellschaftshauses. Zu diesem Zweck kaufte man von den Erben Sanitätsrat Dr. Konrad Mittweg im III. Hagen eine an den bestehenden Garten anschließende Fläche. Der Erhalt des Gartens war eine Forderung der alten Mitglieder gewesen. Beim Bau des neuen Hauses kam es zu einer Reihe von Pannen. Zuerst vergaß man, eine Kastellanswohnung einzuplanen, und dann liefen auch noch die Kosten völlig aus dem Ruder. Das alte Gesellschaftshaus verkaufte man an die evangelische Kirchengemeinde. So hielt sich beim Einzug am 1. Juni 1876 ob der großen Schuldenlasten und den zu Tage tretenden Baumängeln die Stimmung der Mitglieder stark in Grenzen.
Die finanzielle Lage war durch den überteuerten Bau so angespannt, dass man sogar darüber nachdachte, das 75. Stiftungsfest ausfallen zu lassen. Man beschloss jedoch, trotzdem zu feiern und sich beim Essen zurückzuhalten. Trotz der widrigen Umstände sollte es ein schönes und rauschendes Fest werden. Auch in den kommenden Jahren wurde man nicht viel glücklicher mit dem neuen Haus. Es wurden weitere Baumängel entdeckt. So mussten nachträglich Säulen eingezogen werden, um ein drohendes Einstürzen der Ballsaaldecke zu verhindern.

## 20. Jahrhundert
Um die Jahrhundertwende verlor der Verein so nach und nach das gesellschaftliche Monopol aus den Gründerjahren. So wurde 1891 das Kruppsche Kasino gegründet. Mit dem Verein Erholung entstand ein weiterer Verein. Das neue Jahrhundert begann mit einem wirtschaftlichen Aufschwung. 1902 wurde das Ruhrlandmuseum gegründet, 1904 fand die Einweihungsfeier des Saalbaus statt. Im Vereinshaus mühte man sich damit ab, es wenigstens künstlerisch schöner zu gestalten. 1924 legten die Architekten Heydkamp und Bucerius einen Umbauplan vor, der bei den Mitgliedern auf breite Zustimmung stieß. 1926 fand die Einweihung statt.
Es folgte die Zeit des Nationalsozialismus. Gemäß der Satzung war die Gesellschaft Verein unpolitisch, was dem Verein das Überleben in dieser Zeit sicherte. 1937 fusionierte die Gesellschaft Verein mit der Gesellschaft Bürgerheim.
Im Jahre 1950 fand die Gesellschaft Verein in einer ehemaligen Waldthausen-Villa an der Hohenzollernstraße 40 ihr neues Quartier. Zunächst zur Miete wurde das Gebäude 1959 von der „Aktiengesellschaft Bürgerheim“ gekauft. Für das leibliche Wohl sorgt eine hauseigene Gastronomie.
In dem Clubhaus trafen sich bis zu 170 Mitglieder. Waren es früher in der Hauptsache Banker, Unternehmer und Mediziner, so war es zuletzt eine bunte Mischung von Berufsgruppen. Auch nach 175 Jahren stand die Gesellschaft Verein treu zu ihren Grundsätzen – so blieb den Frauen nach wie vor die Mitgliedschaft verwehrt. Nur zu besonderen Anlässen genossen sie ein Gastrecht.

## 21. Jahrhundert
Aufgrund der veränderten gesellschaftlichen Bedeutung und zunehmender wirtschaftlicher Schwierigkeiten wurden die Räume der Waldhausen-Villa von verschiedenen Institutionen und Vereinen benutzt. Die auf dem Grundstück vorhandene Remise wurde renoviert und der Weinhandel in die Der Weinhandel Bürgerheim GmbH ausgegliedert. Dieser Weinhandel ist weiterhin erfolgreich tätig. Dennoch konnte der wirtschaftliche Niedergang nicht aufgehalten werden, der zuletzt in die Insolvenz der, getrennt wirtschaftenden, "Aktiengesellschaft Bürgerheim" führte.
Die Club-Mitglieder der nach wie vor aktiven "Gesellschaft Verein" treffen sich monatlich im traditionsreichen Restaurant Parkhaus Hügel in Essen. In den Jahren 2011/2012 wurde die Villa von den neuen Eigentümern aufwendig saniert und renoviert. Dabei wurde trotz veränderter Nutzung versucht, den ursprünglichen Charakter des Gebäudes im Äußeren und Inneren zu erhalten. Heute wird sie als repräsentatives Bürogebäude von Creditreform Essen benutzt.